# Herpetogramma thestealis
Herpetogramma thestealis là một loài bướm đêm trong họ Crambidae.